# 515 (số)
515 (năm trăm mười lăm) là một số tự nhiên ngay sau 514 và ngay trước 516.